# Nicholas Hytner
Sir Nicholas Robert Hytner (Manchester, 7 de maio de 1956) é um cineasta, produtor de cinema e diretor de teatro inglês. Foi também diretor artístico do Royal National Theatre.

## Filmografia parcial
- 1994 - The Madness of King George (A Loucura do Rei George)
- 1996 - The Crucible (As Bruxas de Salém)
- 1998 - The Object of My Affection ((Muito Mais que Amigos)
- 2000 - Center Stage (No Centro do Palco)
- 2006 - The History Boys (A Turma de História)